# Mickey Ross
Mickey Ross (né en 1980) est un skieur alpin néo-zélandais.
Il a représenté son pays lors des Jeux olympiques d'hiver de 2006.